# Anatolij Golovnja
Anatolij Dmitrievič Golovnja (in russo Анатолий Дмитриевич Головня?; Sinferopoli, 2 febbraio 1900 – Mosca, 25 giugno 1982) è stato un direttore della fotografia sovietico.

## Biografia
Si laurea in fotografia presso l'Università statale pan-russa di cinematografia di Mosca nel 1926 e dal 1934 insegna presso lo stesso istituto.

## Filmografia
- La madre (Мать), regia di Vsevolod Illarionovič Pudovkin (1926)
- La fine di San Pietroburgo (Konec Sankt-Peterburga), regia di Vsevolod Illarionovič Pudovkin (1927)
- Tempeste sull'Asia (Potomok Chingis-Khana), regia di Vsevolod Illarionovič Pudovkin (1928)
- Il cadavere vivente (Živoj trup), regia di Fëdor Aleksandrovič Ocep (1929)

## Premi e riconoscimenti
Festival del cinema di Venezia
- 1972 - Leone d'oro alla carriera